# Takaaki Kadžita
Takaaki Kadžita (* 9. března 1959 Higašimacujama) je japonský fyzik, známý díky experimentům s neutriny v podzemní laboratoři Kamiokande a její nástupkyni Super-Kamiokande. Spolu s Arthurem B. McDonaldem získal Nobelovu cenu za fyziku za rok 2015. Byla udělena za objev oscilace neutrin, který dokazuje, že neutrina mají hmotnost.
Takaaki Kadžita absolvoval Saitamskou univerzitu a doktorát získal v roce 1986 na Tokijské univerzitě, kde pracoval od roku 1988 v Institutu pro výzkum kosmického záření (ICRR), od roku 1999 jako profesor a šéf jednoho z pracovišť institutu. Nyní působí na fyzikálním a matematickém institutu Tokijské univerzity a současně je ředitelem ICRR. Za vědeckou činnost obdržel četná ocenění.